# Eta2 Pictoris
Eta² Pictoris (η² Pic, η² Pictoris) é uma estrela na constelação de Pictor. Com uma magnitude aparente visual de 5,01, é visível a olho nu em boas condições de visualização. Tem uma paralaxe de 7,35 milissegundos de arco, o que corresponde a uma distância de 440 anos-luz (136 parsecs) da Terra. É uma estrela gigante laranja de tipo espectral K5 III, temperatura efetiva de 4 136 K e luminosidade 363,5 vezes superior à solar. Seu raio equivale a 56 vezes o raio solar. É listada como estrela variável, variando sua magnitude aparente entre 5,0 e 5,1. Não possui estrelas companheiras conhecidas.